# رالف مولينا
رالف مولينا (بالإنجليزية: Ralph Molina)‏ هو طبال أمريكي، ولد في 22 يونيو 1943 في بورتوريكو في الولايات المتحدة.

## وصلات خارجية
- رالف مولينا على موقع IMDb (الإنجليزية)
- رالف مولينا على موقع ألو سيني (الفرنسية)
- رالف مولينا على موقع ميوزك برينز (الإنجليزية)
- رالف مولينا على موقع أول موفي (الإنجليزية)
- رالف مولينا على موقع قاعدة بيانات الأفلام السويدية (السويدية)
- رالف مولينا على موقع أول ميوزيك (الإنجليزية)
- رالف مولينا على موقع ديسكوغز (الإنجليزية)
- رالف مولينا على موقع قاعدة بيانات الفيلم (الإنجليزية)
- رالف مولينا على موقع كينوبويسك (الروسية)